# L'École de l'impossible
Pour plus de détails, voir Fiche technique et Distribution.
L'École de l'impossible est un film belge réalisé par Thierry Michel et sorti en 2021.
Le film est principalement tourné au Collège Saint-Martin à Seraing,,,.

## Synopsis
Thierry Michel suit des adolescents en échec scolaire au Collège Saint-Martin à Seraing, une région frappée par la crise industrielle.
L'école, dernière chance pour ces jeunes issus de milieux précaires, devient un refuge où enseignants et élèves luttent pour un avenir meilleur.

## Fiche technique
- Titre : L'école de l'Impossible
- Autre titre : L'école de la dernière chance
- Réalisation : Thierry Michel
- Écriture : Thierry Michel, Christine Pireaux
- Image : Thierry Michel
- Son : Arnaud Hockers, Céline Bodson, Jean-Sébastien Debry, Olivier Philippart
- Montage : Idriss Gabel
- Musique originale : Michel Duprez
- Production : Les Films de la Passerelle
- Diffuseur : RTBF - Radio Télévision Belge Francophone
- Participation : Centre du Cinéma et de l'Audiovisuel de la Fédération Wallonie-Bruxelles, WIP - Wallonie Image Production, TV5 Monde
- Pays d'origine :  Belgique
- Genre : Documentaire
- Durée : 52 minutes
- Date de sortie : Belgique - 8 septembre 2021[5]